# Rihairo Meulens
Rihairo Meulens (ur. 3 czerwca 1988 w Apeldoorn) – piłkarz z Curaçao pochodzenia holenderskiego występujący na pozycji prawego skrzydłowego, obecnie zawodnik Almere City.

## Kariera klubowa
Meulens rozpoczynał grę w piłkę w amatorskiej ekipie WSV, skąd w wieku trzynastu lat przeszedł do drużyny juniorskiej klubu SBV Vitesse z siedzibą w mieście Arnhem. W pierwszym zespole zadebiutował za kadencji trenera Aada de Mosa, 23 września 2006 w wygranym 4:0 spotkaniu ligowym z Heraclesem. Nie potrafiąc wywalczyć sobie miejsca w pierwszym składzie odszedł na wypożyczenie do drugoligowego AGOVV Apeldoorn, gdzie spędził rok. W połowie 2008 roku ponownie udał się na wypożyczenie do drugiej ligi, tym razem do FC Dordrecht, gdzie podobnie jak w AGOVV był podstawowym graczem klubu. W 2009 roku powrócił do Eredivisie, podpisując dwuletnią umowę z drużyną Roda JC z Kerkrade. Tam, trapiony kontuzjami, nie występował jednak regularnie.
Latem 2011 Meulens na zasadzie wolnego transferu zasilił drugoligowy Almere City FC.

## Kariera reprezentacyjna
Dysponujący podwójnym obywatelstwem Meulens zdecydował się występować w reprezentacji Curaçao, w której zadebiutował 2 września 2011 w przegranym 2:5 spotkaniu z Antiguą i Barbudą w ramach eliminacji do Mistrzostw Świata 2014. W tym samym meczu strzelił także premierowego gola w kadrze narodowej, która jednak nie zdołała zakwalifikować się na mundial.